# ギャスタウン
カナダ > ブリティッシュコロンビア州 > バンクーバー

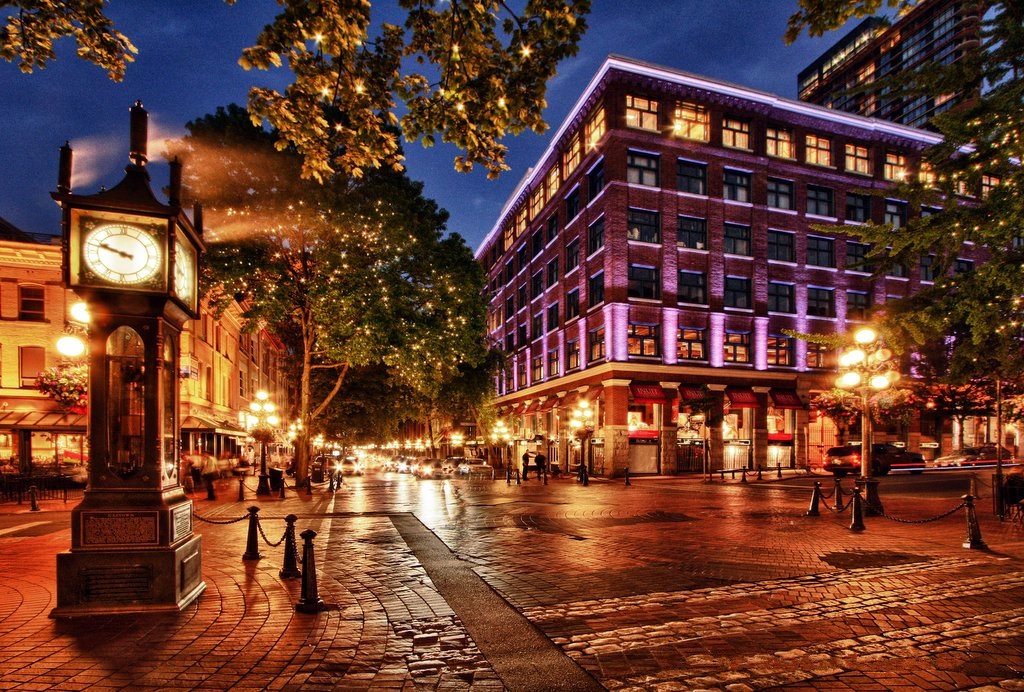
ギャスタウンの蒸気時計

ギャスタウン（英語：Gastown）は、ブリティッシュコロンビア州、バンクーバーにある歓楽街。ダウンタウン北東部のバラード入り江に面した位置にある。「バンクーバー発祥の地」と呼ばれることがある。ガスタウンとも表記される。

## 概要
ギャスタウンは若者向けのファッション、小物を扱う店やレストラン、ナイトクラブ、法律事務所、建築などの専門事務所、コンピュータとインターネットビジネス、美術館、音楽スタジオと画廊、俳優と映画の学校などがある。安宿が集まる一方、高級住宅も点在し、貧困と富が混在する
最も有名なランドマークは、キャンビー通りとウォーター通りの角に位置する蒸気時計である。北海道小樽市メルヘン交差点には同じ作者が制作した時計が1993年に設置された。年間行事ではバンクーバー国際ジャズ・フェスティバルや国際自転車レースが知られる。

## 歴史

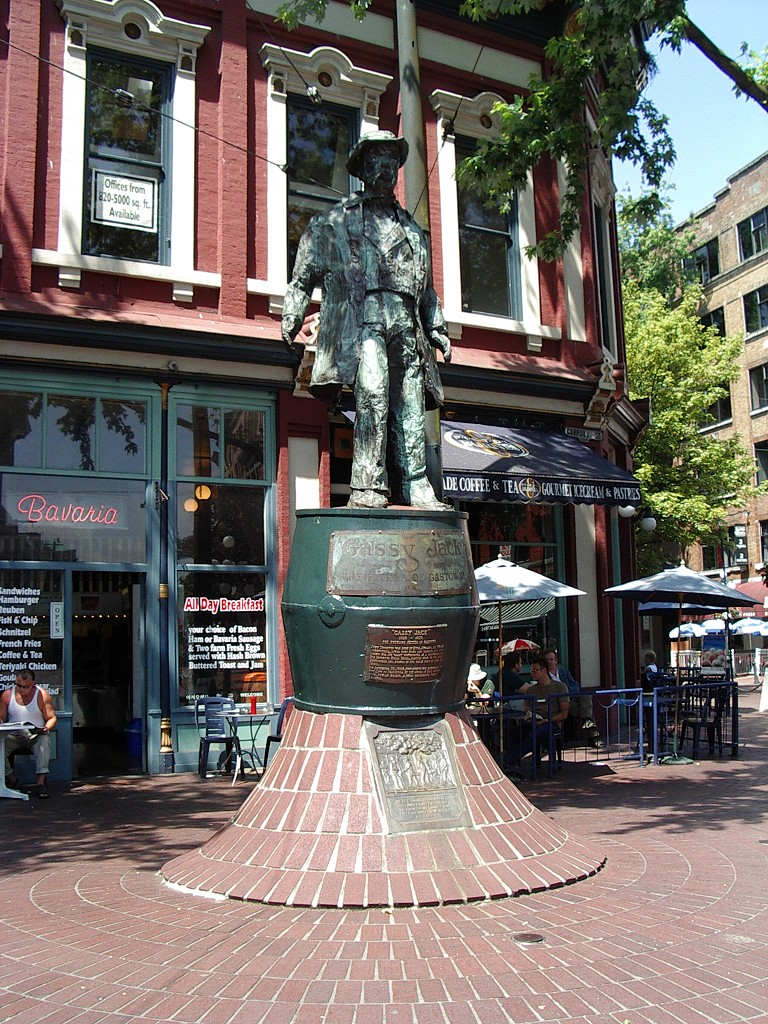
ギャシーの銅像

地名は1867年に初めてこの地域に酒場を開いたイギリス人の蒸気船船長"ギャシー"・ジャック・デイトン (John Deighton) を由来とする。ちなみにGassyはニックネームで「ほら吹き」という意味である。港の隣接地のため、船乗りや港湾労働者、製材所の作業員などが集まる繁華街となり、バラード入り江の貿易と商業の要所として急速に発展した。
1886年、町はバンクーバー市に昇格した。同年、バンクーバー大火 (Great Vancouver Fire) に合い、2つの建物を残して全焼した。地区はその後、完全に再建され、1930年代の世界恐慌までは活気に溢れ、新しいライフスタイルを発信する中心基地であった。その後、恐慌の煽りを受け町は大きく衰退し、1960年代までは忘れられた存在であった。
1960年代、ハイウェイの建設計画で近くのチャイナタウンとともに再開発されることが計画されたが、ギャスタウンの歴史と特徴ある建物が見直され、反対運動が展開された。1971年に州政府によって史跡に指定され、現在に至るまで歴史地区として保護されている。

## 治安
前述の通り、バンクーバーを代表する観光地ではあるものの、貧困者や路上生活者も多い。近年は賑わいを取り戻しており、夜間でもパブやナイトクラブに多くの人が集まるが、それでも油断は禁物である。2013年10月にも、女性が暴行を受ける事件が発生している。
ウォーターフロント駅前のコルドバ通りから斜めに分岐するウォーター通りがギャスタウンの中心であり、キャラル通りとの交差点でウォーター通りの名前が終わる。ここにギャシー・ジャックの銅像がある。また、コルドバ通りにも比較的商店が多く存在する。明るいうちは、このウォーター、キャラル、コルドヴァからなる三角形の区画を外れなければ、比較的安全ではあるが、夜間にはコルドヴァは人通りが少なくなる。
なお、コルドバの一本南のヘイスティングス通りは路上生活者のたまり場であり危険なため、立ち入ってはならない。しかしながら、ヘイスティングスの一本南のペンダー通りには有名な中山公園や中華門、サム・キー・ビルディングなどもあり、賑わっている。